# الکساندر فون هومبولت
الکساندر فُن هومبلت (با نام کامل فریدریش ویلهلم هاینریش الکساندر فُن هومبلت) (به آلمانی: Friedrich Wilhelm Heinrich Alexander von Humboldt) جغرافی‌دان، طبیعی‌دان، کاوشگر و فیلسوف مکتب رمانتیسم پروسی قرن ۱۸ و ۱۹ میلادی بود. او همچنین برادر کوچکتر ویلهلم فُن هومبلت بود. وی یکی از برجسته‌ترین دانشمندانی بود که بر گستره صفحات تاریخ علم جغرافیا، نمودی چشمگیر دارد. او از یک سو پایان دهنده دوره کلاسیک و از سوی دیگر آغازکننده دوره نوین این علم بود و بیشتر از هر دانشمند دیگری، مکانهای دنیا به نام اوست.
او در جوانی دانشجویی پرجنب وجوش و بی‌قرار بود. با وجود یک سال مطالعه در دانشگاه گوتینگن در سال ۱۷۸۹ به گیاه‌شناسی علاقه‌مند شد و شروع به جمع‌آوری گیاهان کرد. در زمان حضور در مدرسه عالی استخراج معدن در فرایبرگ در سال‌های ۱۷۹۰ تا ۱۷۹۲ صبحها در معدن کار می‌کرد و بعد از ظهرها در کلاس درس حضور می‌یافت و قبل از غروب آفتاب برای بررسی گیاهان به حومه شهر می‌رفت.

## زندگی
وی در خانواده‌ای از اشراف و زمین داران آلمان به دنیا آمد، به تحصیلات کلاسیک پرداخت و با زبان‌های یونانی، لاتین و فرانسوی آشنایی یافت. سپس در مدرسه عالی تجارت هامبورگ به تحصیل اقتصاد پرداخت و با کاربرد آمار و ریاضی آشنا شد. چندی نگذشت که تاریخ طبیعی او را مجذوب کرده و از او یک گیاهشناس تراز اول ساخت؛ علاوه بر آن هومبلت توانست دانش خود را در معدن‌شناسی و زمین‌شناسی گسترش بخشد و سر انجام به عنوان مهندس معدن به خدمت حکومت پروس (آلمان) درآید. با مرگ پدر، هومبلت صاحب چنان ثروتی شد که به او امکان می‌داد از مشاغل اداری کناره جوید و وقت خود را یکسره وقف انجام رؤیاهای خود، یعنی کشف همه نقاطی که در روی کره زمین که راز خود را همچنان ناگشوده نگاه داشته بودند، نماید.
هومبلت در علم زمین‌شناسی، گیاه‌شناسی، جانورشناسی، مردم‌شناسی، باستان‌شناسی، اقیانوس‌شناسی، هواشناسی و سایر دانشها پیشتاز بود. اثر بزرگ او کتاب «کیهان» (کاسموس Cosmos) شاید هدیه آخرین دانشمند بزرگ جامع‌العلوم به عصر جدید متخصصان بود. الکساندر فُن هومبلت بزرگ‌ترین مردی است که در طی قرن نوزدهم مورد تحسین قرار گرفته‌است. ۱۴ شهر در ایالات متحده آمریکا، یک شهر در کانادا، کوه‌هایی در قاره قطب جنوب، کوه‌هایی در شمال و جنوب آمریکا، استرالیا، نیوزیلند، کالدونیای جدید و یک جریان اقیانوسی در نزدیکی کشور پرو، بزرگ‌ترین یخچال طبیعی در جزیره گرینلند، یک خلیج، دانشگاه برلین، یک جنگل چوب قرمز در کالیفرنیا، چاله‌ای در سطح ماه، خیابان‌ها و پارک‌های متعدد به اسم هومبلت است.